# Международен турнир по художествена гимнастика „Огърлицата на Десислава“
Международния турнир по художествена гимнастика „Огърлицата на Десислава“ е български турнир по художествена гимнастика, провеждан във Велико Търново. Ежегодно състезанието се провежда в Дворец на културата и спорта „Васил Левски“.
Спортната проява за първи път се провежда на 18 и 19 октомври 1975 година. Първоначално в турнира участват състезателки от страните от Източна Европа. Организационен комитет на проявата е под ръководството на Мария Манева през първите години. Първата носителка на титлата е Красимира Филипова от столичния клуб – „Славия“.
През 2019 година, турнирът е спечен от Мария Ангелова, състезателка от отбора на „Етър Елит“. На форума присъстваха състезатели от Франция, Италия, Австрия, Гърция, Румъния, Молдова, Кипър, Канада, Бразилия, Австралия, Узбекистан, Египет и България.

## Носителки на титлата
- 1977 – Кристина Гюрова
- 1986 – Лили Игнатова
- 1989 – Юлия Байчева
- 1990 – Нели Атанасова
- 1996 – Mария Петрова
- 1998 – Теодора Александрова
- 2006 – Симона Пейчева
- 2012 – Сара Стайкова
- 2013 – Невяна Владинова[3]
- 2018 – Илария Джиованенели